# Eshowe
Eshowe, située dans le KwaZulu-Natal, en Afrique du Sud, est la plus ancienne ville fondée par les Européens du Zoulouland. Elle est connue pour le siège victorieux soutenu par les Britanniques contre les Zoulous en 1879. 
Son nom proviendrait du son que fait le vent dans les arbres de la forêt de Dhlinza (en), fierté de la ville. Une autre analyse relie ce nom au mot zoulou showe ou shongwe, qui désigne une variété de buissons.
Eshowe est aujourd’hui une petite ville florissante qui abrite deux centres commerciaux, un hôpital, de écoles et une gare routière importante qui dessert l’arrière-pays.

## Histoire
En 1860 Cetshwayo, qui n’était alors qu’un simple prince zoulou, fit construire un kraal qu’il nomma Eziqwaqweni (le repaire des voleurs).
Une mission y fut établie en 1861 par un Norvégien, le révérend Ommund Ofterbro. Elle fut renommée mission KwaMondi, du nom donné au révérend par les Zoulous eux-mêmes (Ommund devenant Mondi).
Durant la guerre anglo-zouloue de 1879, le colonel Charles Pearson, à la tête d’une colonne de près de 7 000 hommes, s’enferma dans la mission de KwaMondi qu’il fit fortifier pour résister aux attaques zouloues. L’endroit fut rebaptisé Fort Eshowe. Le siège dura dix semaines (22 janvier-3 avril) jusqu’à ce que Lord Chelmsford vienne au secours de Pearson.
Après la guerre, Eshowe devint la capitale du Zululand en 1887.  